# Dunajská Lužná
Dunajská Lužná ist eine Gemeinde in der Westslowakei, südöstlich von Bratislava nahe der Donau gelegen.

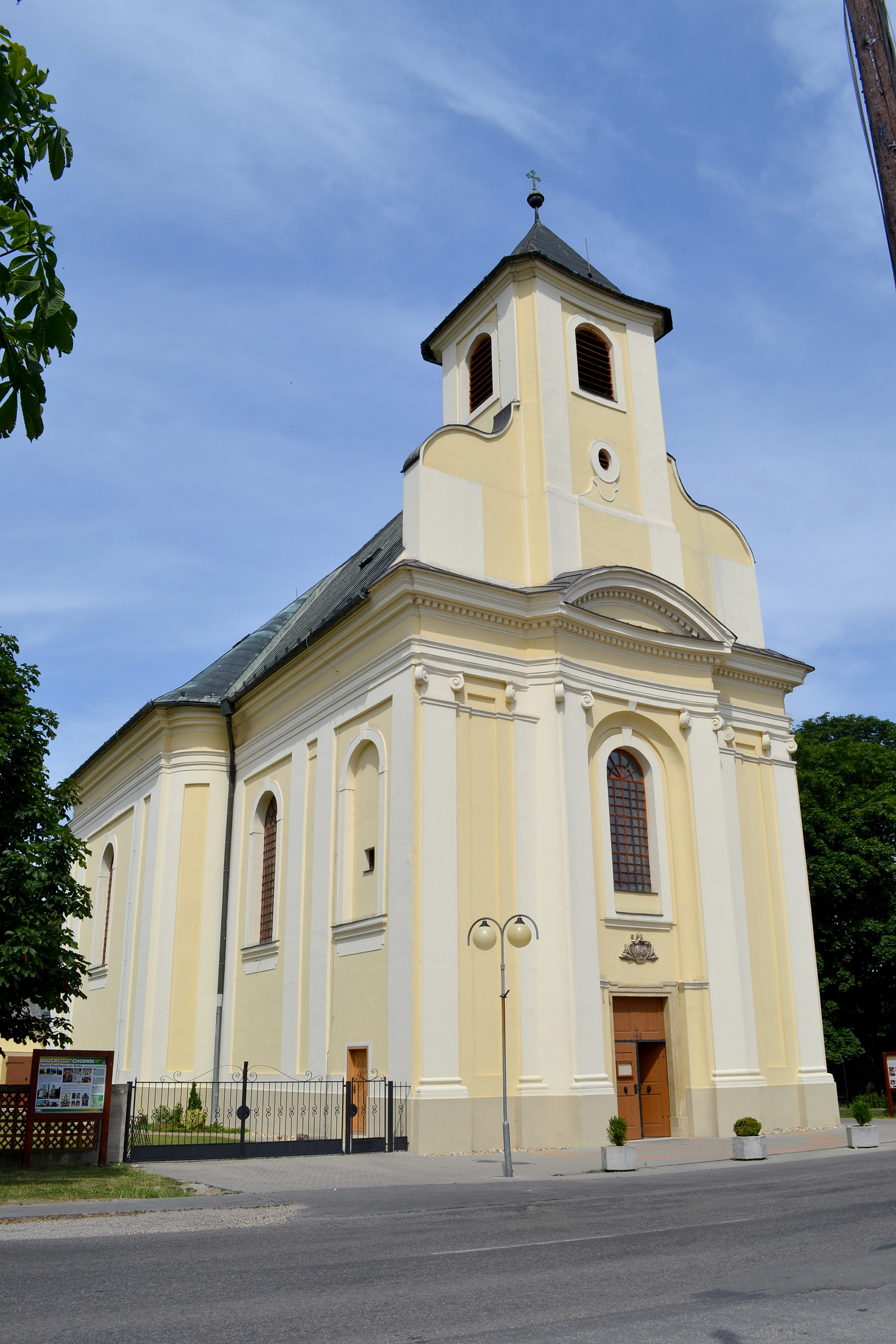
Kreuzerhöhungskirche

Die Gemeinde ist eine Neugründung vom 1. Januar 1974 und gründete sich aus den jetzigen Teilorten Jánošíková (bis 1948 slowakisch und deutsch Schildern), Nová Lipnica (bis 1948 slowakisch und deutsch Tartschendorf) und Nové Košariská (bis 1945 slowakisch und deutsch Mischdorf), wobei jedoch aus Teilen von Nová Lipnica und Nové Košariská 1936 die Gemeinde Miloslavov geschaffen worden war.

## Bevölkerung
| Jahr:                | 1994. | 2004.    | 2014.    | 2024.    |
| -------------------- | ----- | -------- | -------- | -------- |
| Anzahl der Personen: | 2808  | 3136     | 5536     | 8096     |
| Unterschied:         |       | +11,68 % | +76,53 % | +46,24 % |

| Jahr:                | 2023. | 2024.   |
| -------------------- | ----- | ------- |
| Anzahl der Personen: | 8014  | 8096    |
| Unterschied:         |       | +1,02 % |

## Kultur
- Siehe auch: Liste der denkmalgeschützten Objekte in Dunajská Lužná